# 2016年英國大獎賽
2016年英國大獎賽（英語：2016 British Grand Prix），官方名稱為2016年一級方程式賽車英國大獎賽（英語：2016 Formula 1 British Grand Prix），是2016年7月10日舉辦於英國的一場一級方程式賽車賽事。比賽在銀石賽道進行，總計52圈。這是2016年世界一級方程式錦標賽的第10場分站賽事。同時也是自1950年成為世界一級方程式錦標賽後的第71屆英國大獎賽，以及第52度舉辦於銀石賽道。
梅賽德斯車手尼可·羅斯堡以積分榜領先者及衛冕冠軍的身分來到此站，他與隊友路易斯·漢米爾頓保有11分的差距。梅賽德斯在車隊積分榜領先法拉利103分。週六排位賽中，漢米爾頓取得他職業生涯中的第55座桿位，將從位於隊友羅斯堡及馬克斯·維斯塔潘之前的頭排位置發車。
由於起跑不久前的雨勢，正賽在安全車帶領之下展開。路易斯·漢米爾頓順利將他的桿位轉換成在英國大獎賽的三連勝，羅斯堡及維斯塔潘同樣保住自己原先的名次。比賽剩下最後幾圈時，羅斯堡的車隊向他詳細說明如何化解變速箱的故障問題，這項舉動違反了一級方程式賽車規則，促使賽會對此進行調查。隨後，他被懲處10秒加時，使得他的完賽成績下降至第3名。這項結果也造成羅斯堡在車手積分榜上領先漢米爾頓的差距縮小至僅僅1分。

## 賽事簡報

### 背景
來到此站的比賽週末，尼可·羅斯堡在車手積分榜上以153分保持領先，與他的隊友路易斯·漢米爾頓保有11分差。法拉利車手賽巴斯蒂安·維泰爾及奇米·雷克南皆持有96分，分別位居3、4名，第5名的丹尼爾·里卡多則有著88分。在車隊積分榜方面，梅賽德斯以295分領先群雄，法拉利落後其103分，紅牛以168分位居第3。
經過奧地利大獎賽中，路易斯·漢米爾頓及尼可·羅斯堡雙方在近5站中發生的第2起撞車事件後，梅賽德斯制定出新的車手管理政策，允許漢米爾頓與羅斯堡在場上較勁，同時，也保證雙方若再發生撞車事故將會祭出罰則。
輪胎供應商倍耐力在本站為各車隊提供硬胎、中性胎及軟胎三種最硬的配方。正如同去年，比賽幹事警告車手不要逾越賽道限制，更強調若是車手無法保持在賽道邊線內，將會取消其排位賽成績。
比賽結束後，這條賽道將舉辦本年度的第二次季中測試。薩蒂諾·費魯奇與尼基塔·梅塞平將分別為哈斯及印度威力首次登上賽場，皮埃爾·蓋斯利及查爾斯·勒克萊爾也將分別駕駛紅牛及法拉利賽車參與測試。經過第一次在西班牙的缺席後，薩伯將再次錯過本次的第二次季中測試。這項決定背後的原因據稱是出於「成本效益的考量」，車隊也未打算推出新的零組件。不過，薩伯在本站的自由練習賽期間推出了他們的首次更新，马库斯·埃里克松以全新的尾翼登場試車。另外，車隊在一週前宣布的空力套件升級版未能及時送抵銀石。然而，薩伯確實透過法拉利於加拿大大獎賽提供的升級版動力單元取得了優勢。哈斯同樣也能使用這套升級版單元。麥拉倫也採用他們的升級版本田動力單元，使用兩點獲准更改單元的配額以對其內燃機做出修正。

### 自由練習賽
根據2016年賽季的規則，將舉行三階段自由練習賽，週五有兩場長一個半小時，而剩餘的一場一小時練習賽則位在週六排位賽之前。路易斯·漢米爾頓是週五上午第一階段自由練習賽的全場最快車手，寫下1:31.654的成績，比隊友尼可·羅斯堡少上0.1秒。再寫下了各自的最快時間後，兩位梅賽德斯車手開始使用較硬的輪胎配方測試賽道表現。尼可·賀根堡及賽巴斯蒂安·維泰爾是僅剩能跑在與梅賽德斯相差1秒之內的車手，分別位居3、4名。夏爾·勒克萊爾首次登上一級方程式賽車賽場，在第一階段自由練習賽中，頂替哈斯的伊斯班·古鐵雷斯。他的成績較另一位頂替凱文·馬格努森的埃斯特萬·奧孔快上約0.1秒。維泰爾測試了法拉利為提高駕駛頭部在座艙內的保護性而設計的「光環」（Halo）系統。他表示這個裝置「並不好」，更指出其「對於能見度有不少的影響」。
週五下午的第二階段自由練習賽中，漢米爾頓再次寫下全場最快成績，羅斯堡卻面臨車輛漏水的情形而無法參與。漢米爾頓的1:31.660時間比位居第2的丹尼爾·里卡多快上約0.3秒。緊追在後的是另一位紅牛車手馬克斯·維斯塔潘及維泰爾，雙方皆跑在最快圈速的1秒以內。法拉利採取不同的練習賽策略，奇米·雷克南在此階段初期使用硬胎配方，維泰爾則採用較軟的中性胎，隨後雙方才更換成軟胎。作為主場車隊的麥拉倫在此階段有所進步。費爾南多·阿隆索取得不錯的第6名，他的隊友詹森·巴頓曾兩度進入車庫維修，在練習賽末期回到場上後，寫下了第9快的成績。丹尼爾·科維亞特名列第13，他曾在駛過俱樂部（Club）彎的路肩時，撞壞了他的前鼻翼。
路易斯·漢米爾頓在週六上午的練習賽大獲全勝，寫下1:30.904的成績，再度較羅斯堡快約0.1秒。由於練習賽開始前30分鐘的降雨，使得此階段在濕滑的狀態下展開。練習賽在剩下20分鐘時被打斷，马库斯·埃里克松在斯托維（Stowe）彎發生嚴重的撞車事故。經過清除賽道上的車輛殘骸，以及後續漫長的護欄修復工作，使得此階段練習賽在僅剩下5分鐘時才重新展開。車手們也紛紛做出各自的最快時間。紅牛車手再次緊追在梅賽德斯雙雄之後，其中，里卡多領先維斯塔潘並位居第3，但兩者皆落後漢米爾頓約半秒。埃里克森在意外發生後被送至醫院檢查，也因為更換變速箱而受罰退5位。維泰爾的變速箱在第三階段自由練習賽結束後發生故障，也需面臨與埃里克森相同的罰則。

### 排位賽
排位賽共包含三個部分，各個階段分別長18、15、12分鐘，前兩階段各淘汰五名車手。經過撞車事件之後，埃里克森未能參加排位賽，因此自動遭到淘汰，在爭奪進入第二階段的過程中將僅剩5名車手遭到淘汰。在第一階段排位賽（Q1）中，部分車手因為超出賽道限制遭到調查。詹森·巴頓因為撞壞了後尾翼以第17名坐收，相較一週前在奧地利從第3位發車的表現十分差強人意，另一位薩伯車手費利佩·納斯爾、兩位馬諾車手及喬里昂·帕爾默同樣面臨淘汰的命運。
路易斯·漢米爾頓在Q2有著絕佳的速度，領先羅斯堡0.7秒。奇米·雷克南在此階段的大半部分都落在淘汰邊緣，他在做首個計時圈時發生打滑，隨後在第二次嘗試時跑開並逾越賽道限制，最終，在第三次寫下他的最快時間，順利挺進Q3。最初，他將費爾南多·阿隆索擠出前10名，但這位麥拉倫車手跑出足以晉級Q3的成績，使得馬格努森、科維亞特、古鐵雷斯、羅曼·格羅斯讓、費利佩·馬薩及塞吉歐·培瑞茲止步於Q2。
在Q3的首個計時圈中，漢米爾頓未能刷新在Q2所寫下的成績，但依舊領先了他的隊友。然而，他的時間因為未遵循賽道限制遭到駁回，意味著他必須要再做出另一個計時圈。儘管他在這圈中段為了避免再度犯下相同的錯誤而放慢了車速，仍舊寫下了一個雖不及前一趟計時圈，卻足以拿下他職業生涯第55座桿位的時間。維斯塔潘奪下第3個發車位，落後漢米爾頓約1秒，他的隊友里卡多則取得位在他隔壁的第4位。緊跟在紅牛雙雄後方的是雷克南及維泰爾兩位法拉利車手，不過，維泰爾在接受罰退後將從第11位發車。小卡洛斯·塞恩斯位於賀根堡及阿隆索前方的第8位。起初，後方兩名車手所寫下的時間較塞恩斯來的快，但他們的成績皆因為超過賽道限制而被取消。排位賽後，維修區對於賽道界限規則的狹義解釋意見分歧。漢米爾頓與賀根堡兩位被取消計時圈成績的車手皆贊同賽會的決定，對此，詹森·巴頓也有著相同的看法。然而，喬里昂·帕爾默憤怒地稱這是「一團糟」且「對車迷來說是個垃圾」，更提到像是賀根堡的成績在排位賽結束後被更動的情況，會使車迷「感到困惑且無法樂在其中」。

### 正賽
由於降雨在起跑前不久來臨，每輛車皆裝配上全雨胎並在安全車的帶領下開始比賽。安全車在第5圈結束後回到維修道，正賽正式展開。當前4名車手持續留在場上時，後方的部分車手選擇進站換上半雨胎。就在一圈之後，帕斯卡·維爾莱茵成為了濕滑賽道上的首位受害者，他駕駛的車輛滑出賽道並陷入了碎石堆中，使得賽會部署虛擬安全車階段。在此期間，漢米爾頓與羅斯堡皆進行換胎。前幾圈內最大的受益者就屬塞吉歐·培瑞茲，他從第10位發車一路爬升到第4名，領先丹尼爾·里卡多。同時，前方的漢米爾頓拉開了5秒的領先優勢，位居第2的羅斯堡隨即遭到維斯塔潘的追擊。鮑達斯在第11圈發生打滑旋轉，丟失了一些名次，下滑至第13名。第16圈，賽巴斯蒂安·維泰爾率先換上光頭胎，維斯塔潘超車羅斯堡來到第2名。
到了第18圈，許多的車手也跟進換上光頭胎，其中包括雷克南與帕爾默，但後者因為維修站人員在還有一顆輪胎未裝上的情況下便放行車輛，損失了時間並受罰進站10秒停車再開。梅賽德斯雙雄及維斯塔潘在第20圈進行第二次進站，名次依舊保持不變。到了第21圈，里卡多超車培瑞茲來到第4名。兩圈後，雷克南發生失誤，將第6名的位置讓給了塞恩斯。費爾南多·阿隆索在第25圈發生打滑旋轉，所幸還能順利回到場上，相反地，里奧·哈里恩多卻在隔圈因為打滑而退賽。漢米爾頓持續保持領先，但也並非沒有發生任何失誤，他也曾短暫地偏離賽道，後方的維斯塔潘亦發生相同的情形。由於此緣故，前三名車手間的差距有所縮小。維泰爾仍然落在積分圈的後段，他在第29圈超越位居第9的科維亞特。
尼可·羅斯堡逐漸拉近與第2名維斯塔潘間的差距，在第33圈開始嘗試超車，最終在第38圈成功超越。同時，維泰爾在嘗試從費利佩·馬薩手中奪下第8名時，賽會判定他迫使對方駛離賽道，給予他一次5秒加時罰則。到了第40圈，喬里昂·帕爾默回到維修區並以退賽收場。雖然羅斯堡曾追近漢米爾頓，但後者在比賽尾聲開始刷新自己的時間。當雷克南從裴瑞茲手中奪下第5名時，羅斯堡向車隊回報他的變速箱故障。他的車隊告知他避免使用七檔，隨後，雖然維斯塔潘曾藉此機會縮小差距，但羅斯堡依舊成功鞏固了他領先維斯塔潘的微小差距。漢米爾頓則沒有遭遇這個問題，以領先羅斯堡6.9秒的距離順利衝線並取得勝利，也是他職業生涯的第47座分站冠軍。他更成為首位連續三屆在銀石賽道贏得英國大獎賽冠軍的車手。

### 正賽後
頒獎台上，主場車迷向尼可·羅斯堡發出噓聲，正如同漢米爾頓在前一站奧地利的遭遇一樣。隨後，漢米爾頓告訴記者，他希望他的車迷不要以這種方式對待他的隊友，說道：「老實說，我認為我們身為英國人、英國車迷，我們應該表現的更好。」在前一級方程式賽車車手馬克·韋伯主持的頒獎台訪問中，漢米爾頓對於天氣因素使得這場比賽更加艱難而感到高興。羅斯堡提到與維斯塔潘的對決是「一場精采的比賽」，並強調他的變速箱遭遇「非常嚴重的問題」，更自信滿滿地認為他從車隊那裏收到如何修復的指示，是屬於規則範疇之內。然而，由前車手尼高·文素領導的賽會幹事並不認同他的觀點，他們認為這項指示並不符合運動規則，向羅斯堡祭出10秒加時處罰，使他下滑至第3名。賽會自本季首場分站便開始嚴格實施車隊向車手發出指示的規定，明確指出「車手應在獨自且不受輔助的情況下駕駛車輛」。
法拉利車隊不滿他們在這週的表現，維泰爾表示：「整體而言，這不是我們的日子，簡單來講，我們還是不夠快。」他也對於在超車馬薩的事件後，被罰5秒加時及2個FIA超級駕駛執照違規扣點而感到憤怒。另一方面，奇米·雷克南宣稱法拉利糟糕的表現將僅會是單一情形，說道：「我敢肯定，我們在下一場比賽將會回歸正常。」
隨著比賽結果的出爐，羅斯堡依舊獨佔車手積分榜領先寶座，持有167分的漢米爾頓以1分之差緊追在後，奇米·雷克南以106分位居第3。賽巴斯蒂安·維泰爾以98分下滑至第5名，落後丹尼爾·里卡多2分。在車隊積分榜方面，梅賽德斯將與法拉利的領先差距擴大至131分，紅牛則追近至與法拉利相差僅僅6分。

## 賽事結果

### 排位賽成績
| 名次               | 車號 | 車手              | 車隊              | 第一階段 | 第二階段 | 第三階段 | 發車位 |
| ------------------ | ---- | ----------------- | ----------------- | -------- | -------- | -------- | ------ |
| 1                  | 44   | 路易斯·漢米爾頓   | 梅賽德斯          | 1:30.739 | 1:29.243 | 1:29.287 | 1      |
| 2                  | 6    | 尼可·羅斯堡       | 梅賽德斯          | 1:30.724 | 1:29.970 | 1:29.606 | 2      |
| 3                  | 33   | 馬克斯·維斯塔潘   | 紅牛-豪雅         | 1:31.305 | 1:30.697 | 1:30.313 | 3      |
| 4                  | 3    | 丹尼爾·里卡多     | 紅牛-豪雅         | 1:31.684 | 1:31.319 | 1:30.618 | 4      |
| 5                  | 7    | 奇米·雷克南       | 法拉利            | 1:31.326 | 1:31.385 | 1:30.881 | 5      |
| 6                  | 5    | 賽巴斯蒂安·維泰爾 | 法拉利            | 1:31.606 | 1:30.711 | 1:31.490 | 111    |
| 7                  | 77   | 維爾特利·鮑達斯   | 威廉斯-梅賽德斯   | 1:31.913 | 1:31.478 | 1:31.557 | 6      |
| 8                  | 55   | 小卡洛斯·塞恩斯   | 紅牛二隊-法拉利   | 1:32.115 | 1:31.708 | 1:31.989 | 7      |
| 9                  | 27   | 尼可·賀根堡       | 印度威力-梅賽德斯 | 1:32.349 | 1:31.770 | 1:32.172 | 8      |
| 10                 | 14   | 費爾南多·阿隆索   | 麥拉倫-本田       | 1:32.281 | 1:31.740 | 1:32.343 | 9      |
| 11                 | 11   | 塞吉歐·培瑞茲     | 印度威力-梅賽德斯 | 1:32.336 | 1:31.875 |          | 10     |
| 12                 | 19   | 費利佩·馬薩       | 威廉斯-梅賽德斯   | 1:32.146 | 1:32.002 |          | 12     |
| 13                 | 8    | 羅曼·格羅斯讓     | 哈斯-法拉利       | 1:32.283 | 1:32.050 |          | 13     |
| 14                 | 21   | 伊斯班·古鐵雷斯   | 哈斯-法拉利       | 1:32.237 | 1:32.241 |          | 14     |
| 15                 | 26   | 丹尼爾·科維亞特   | 紅牛二隊-法拉利   | 1:32.553 | 1:32.306 |          | 15     |
| 16                 | 20   | 凱文·馬格努森     | 雷諾              | 1:32.729 | 1:37.060 |          | 16     |
| 17                 | 22   | 詹森·巴頓         | 麥拉倫-本田       | 1:32.788 |          |          | 17     |
| 18                 | 30   | 喬里昂·帕爾默     | 雷諾              | 1:32.905 |          |          | 18     |
| 19                 | 88   | 里奧·哈里恩多     | 馬諾-梅賽德斯     | 1:33.098 |          |          | 19     |
| 20                 | 94   | 帕斯卡·維爾莱茵   | 馬諾-梅賽德斯     | 1:33.151 |          |          | 20     |
| 21                 | 12   | 費利佩·納斯爾     | 薩伯-法拉利       | 1:33.544 |          |          | 21     |
| 107%時間：1:37.074 |      |                   |                   |          |          |          |        |
| —                  | 9    | 马库斯·埃里克松   | 薩伯-法拉利       | 未作時間 |          |          | 222    |
| 來源：             |      |                   |                   |          |          |          |        |

註記：
- ^1  — 賽巴斯蒂安·維泰爾因為更換變速箱，須接受5位罰退。[48][49]
- ^2  — 马库斯·埃里克松經過第三階段自由練習賽的嚴重事故後未能參與排位賽。他在排位賽後獲得賽會幹事的核准，得以出賽週日的正賽。[50][51]他在更換座艙後必須從維修道起跑。[52]

### 正賽成績
| 名次   | 車號 | 車手              | 車隊              | 圈數 | 時間/退賽   | 發車位 | 積分 |
| ------ | ---- | ----------------- | ----------------- | ---- | ----------- | ------ | ---- |
| 1      | 44   | 路易斯·漢米爾頓   | 梅賽德斯          | 52   | 1:34:55.831 | 1      | 25   |
| 2      | 33   | 馬克斯·維斯塔潘   | 紅牛-豪雅         | 52   | +8.250      | 3      | 18   |
| 3      | 6    | 尼可·羅斯堡       | 梅賽德斯          | 52   | +16.9111    | 2      | 15   |
| 4      | 3    | 丹尼爾·里卡多     | 紅牛-豪雅         | 52   | +26.211     | 4      | 12   |
| 5      | 7    | 奇米·雷克南       | 法拉利            | 52   | +1:09.743   | 5      | 10   |
| 6      | 11   | 塞吉歐·培瑞茲     | 印度威力-梅賽德斯 | 52   | +1:16.941   | 10     | 8    |
| 7      | 27   | 尼可·賀根堡       | 印度威力-梅賽德斯 | 52   | +1:17.712   | 8      | 6    |
| 8      | 55   | 小卡洛斯·塞恩斯   | 紅牛二隊-法拉利   | 52   | +1.25.858   | 7      | 4    |
| 9      | 5    | 賽巴斯蒂安·維泰爾 | 法拉利            | 52   | +1:31.6542  | 11     | 2    |
| 10     | 26   | 丹尼爾·科維亞特   | 紅牛二隊-法拉利   | 52   | +1:32.600   | 15     | 1    |
| 11     | 19   | 費利佩·馬薩       | 威廉斯-梅賽德斯   | 51   | +1圈        | 12     |      |
| 12     | 22   | 詹森·巴頓         | 麥拉倫-本田       | 51   | +1圈        | 17     |      |
| 13     | 14   | 費爾南多·阿隆索   | 麥拉倫-本田       | 51   | +1圈        | 9      |      |
| 14     | 77   | 維爾特利·鮑達斯   | 威廉斯-梅賽德斯   | 51   | +1圈        | 6      |      |
| 15     | 12   | 費利佩·納斯爾     | 薩伯-法拉利       | 51   | +1圈        | 21     |      |
| 16     | 21   | 伊斯班·古鐵雷斯   | 哈斯-法拉利       | 51   | +1圈        | 14     |      |
| 173    | 20   | 凱文·馬格努森     | 雷諾              | 49   | 變速箱      | 16     |      |
| Ret    | 30   | 喬里昂·帕爾默     | 雷諾              | 37   | 變速箱      | 18     |      |
| Ret    | 88   | 里奧·哈里恩多     | 馬諾-梅賽德斯     | 24   | 打滑        | 19     |      |
| Ret    | 8    | 羅曼·格羅斯讓     | 哈斯-法拉利       | 17   | 傳動        | 13     |      |
| Ret    | 9    | 马库斯·埃里克松   | 薩伯-法拉利       | 11   | 動力單元    | PL     |      |
| Ret    | 94   | 帕斯卡·維爾萊茵   | 馬諾-梅賽德斯     | 6    | 打滑        | 20     |      |
| 來源： |      |                   |                   |      |             |        |      |

註記：

- ^1  — 尼可·羅斯堡最初取得第2名，但他因為非法透過無線電取得車隊協助，受罰10秒加時並跌落至第3名。[54]
- ^2  — 賽巴斯蒂安·維泰爾因為迫使費利佩·馬薩駛離賽道，受罰5秒加時。[55]
- ^3  — 凱文·馬格努森以退賽收場，但已完成比賽距離的90%，故具有最終的完賽成績。[53]

### 賽後排名
|   | 名次 | 車手              | 積分 |
| - | ---- | ----------------- | ---- |
|   | 1    | 尼可·羅斯堡       | 168  |
|   | 2    | 路易斯·漢米爾頓   | 167  |
| 1 | 3    | 奇米·雷克南       | 106  |
| 1 | 4    | 丹尼爾·里卡多     | 100  |
| 2 | 5    | 賽巴斯蒂安·維泰爾 | 98   |

|  | 名次 | 車隊              | 積分 |
|  | ---- | ----------------- | ---- |
|  | 1    | 梅賽德斯          | 335  |
|  | 2    | 法拉利            | 204  |
|  | 3    | 紅牛-豪雅         | 198  |
|  | 4    | 威廉斯-梅賽德斯   | 92   |
|  | 5    | 印度威力-梅賽德斯 | 73   |

- 註記：僅列出前五名。

## 外部連結
| 上一場： 2016年奧地利大獎賽 | 2016年世界一级方程式锦标赛 | 下一場： 2016年匈牙利大獎賽 |
| 上一屆： 2015年英國大獎賽   | 英國大獎賽                 | 下一屆： 2017年英國大獎賽   |